# Bagenkop Sogn
Bagenkop Sogn (bis 1. Oktober 2010: Bagenkop Kirkedistrikt  (dt.: Kirchenbezirk) im Magleby Sogn) ist eine Kirchspielsgemeinde (dän.: Sogn) auf der Insel Langeland im Großen Belt im südlichen Dänemark. Bis zum 1. Oktober 2010 war sie lediglich ein Kirchenbezirk im Magleby Sogn. Als zu diesem Termin sämtliche Kirchenbezirke Dänemarks aufgelöst wurden, wurde sie ein selbständiges Sogn.
Im Kirchspiel leben 530 Einwohner, davon 453 im Kirchdorf (Stand: 1. Januar 2023).
Im Kirchspiel liegt die Bagenkop Kirke.
Einzige Nachbargemeinde ist im Osten das „Muttersogn“ Magleby Sogn.

## Geschichte
Bis 1970 gehörte Magleby Sogn zur Harde Langelands Sønder Herred im damaligen Svendborg Amt, danach zur Sydlangeland Kommune im
Fyns Amt, die im Zuge der  Kommunalreform zum 1. Januar 2007 in der
Langeland Kommune in der Region Syddanmark aufgegangen ist.